# Desges
Desges – miejscowość i gmina we Francji, w regionie Owernia-Rodan-Alpy, w departamencie Górna Loara.
Według danych na rok 1990 gminę zamieszkiwały 74 osoby, a gęstość zaludnienia wynosiła 4 osoby/km² (wśród 1310 gmin Owernii Desges plasuje się na 765. miejscu pod względem liczby ludności, natomiast pod względem powierzchni na miejscu 501.).